# スノーパル・オグナ武尊

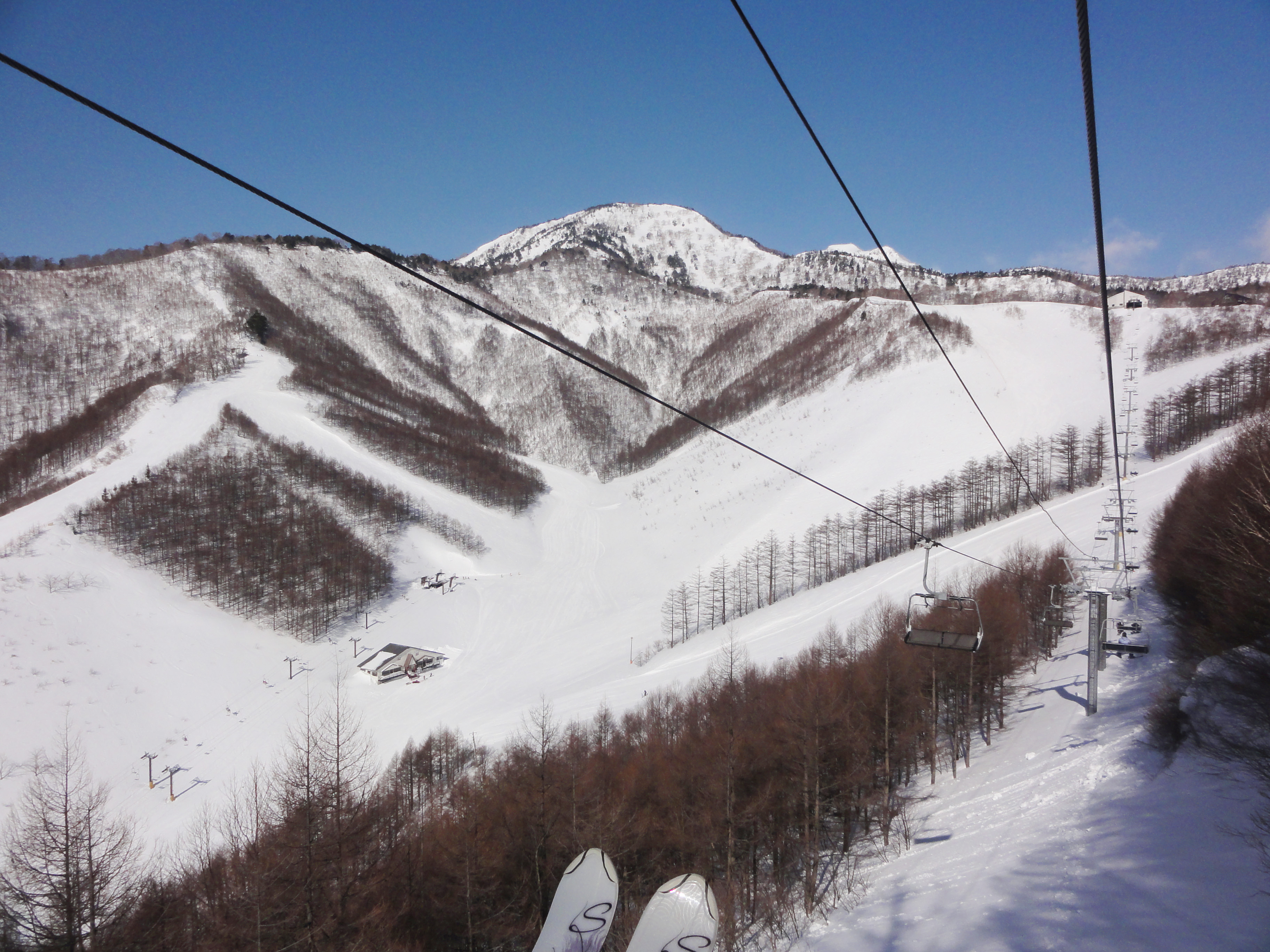
第3高速クワッドリフト(2013-2014シーズンから廃止)から前武尊山を望む

スノーパル・オグナ武尊（スノーパル・オグナほたか）とは、群馬県利根郡片品村にあるスキー場である。正式名称は片品村営スノーパル・オグナほたか であるが、2013-2014シーズンからオグナほたかスキー場の名称で営業している。

## 概要
- 関越自動車道沼田ICから群馬県道64号平川横塚線を使って利根郡川場村を通るルートで25Km程である。近隣に尾瀬岩鞍スキー場、丸沼高原スキー場、川場スキー場といった大規模なスキー場があり、比較的穴場的なスキー場である。
- 片品村の村営スキー場であるが、2008年から指定管理者制度に基づき、武尊山観光開発株式会社[注 1] に管理運営が委託された[2]。しかし武尊山観光開発株式会社は経営が悪化し、2021年に事業を断念。2021-2022シーズンからは片品村振興公社が指定管理者となる。
- リフト6基・9コースで構成される中規模クラスなゲレンデである。トップは1820mと高く、谷川岳、武尊山を越える乾いた風が良質な雪を降らせる。また人工降雪機は設置されておらず、天然雪だけのスキー場である。エリアは写真の通りすり鉢状になっており、雪がたまりやすく、強風の影響も比較的受けにくいつくりとなっている。
- 2012-2013シーズンまで運行していた1420mの第3高速クワッドリフトは山麓からゲレンデの半分近くをカバーすることができる便利な存在だったが、機械トラブルにより運行不能となり、その代替として第7ペアリフトが設置された。山麓から第3クワッド1本で行けた地点まで行くには、第2・第7ペアリフトを乗り継いで20分近くの時間を要するようになってしまった。
- レストランはゲレンデ下部に3軒、中腹に1軒、上部第5ペアリフト乗り場に1軒となる。
- 最上部のリフト降り場からスノーシューなどでのハイクアップ（徒歩による雪上登山）で前武尊山頂（写真）まで1時間程度で到着することから、近年増加傾向にあるバックカントリースキーヤー・スノーボーダーにとって、手軽に楽しめる人気スポットとなっている。反面、2004-2005シーズンでは立て続けに遭難事故が発生し[3]、前述のリフト降り場近傍に入山に関する警告の標識が立てられた。なお、このバックカントリーに関してスキー場側は公式なコースとして扱っていない（パンフレットやホームページ等でもバックカントリーの紹介は一切していない）。
- ゲレンデの近辺には入浴施設花の駅・片品 花咲の湯があり、スキー場の使用済みリフト券で割引になる。

## 設備
| リフト             | ペアリフト 6基 |
| 駐車場             | 合計収容台数 / 1200台 ゲートオープン / 24時間開門 2017-2018シーズンより全日無料となった。 |
| レストラン 休憩所  | センターハウス1F レストラン スクォーレル センターハウス2F キッズファミリーレストラン チップムンク ゲレンデ上部 第5リフト乗り場すぐ カプリコーン 地元営業レストラン 山麓 CAFEめし屋 ごはんじょう 山麓 モンヴェール武尊 ゲレンデ中腹 アザリア |
| スクール・レンタル | スキーレンタル ○ スノーボードレンタル ○ ウェアレンタル ○ スキースクール ○ スノーボードスクール ○ |

## アクセス
- 自動車 関越自動車道沼田ICより群馬県道64号平川横塚線で25Km（やや急な峠あり）、又は国道120号から群馬県道64号平川横塚線で32km。
  - センターハウス裏から段々畑状に第1・第2・第3までが至近の駐車場となるが、第1駐車場でもセンターハウスから数m低い所にあり、行き来があまり楽ではない。土休日は第3-第5駐車場までのシャトルバスがある。第4・第5駐車場へは下山コースがあり滑り込める。
- 鉄道 最寄駅：JR上越線沼田駅より約34km。タクシーで約50分。

## 沿革
- 1975年(昭和50年) - 片品村により国設武尊スキー場の名称で開業[4]。武尊山山麓には既に武尊オリンピアスキー場があったが、その奥に隣接する形で国有林野内に建設された。
- 1994年(平成6年) - 第3クワッドリフト建設。
- 1997年(平成9年) - 「スノーパル・オグナ武尊」に名称変更。
- 2008年(平成20年) - 2008-2009シーズンより、指定管理者制度により武尊山観光開発株式会社へ管理運営が委託された[5]。
- 2013年(平成25年) - 2013-2014シーズンより「オグナほたかスキー場」の名称での営業となる。2012-2013シーズン営業中(2013/3月)に第3クワッドリフトが機械トラブルにより運休。このため第5、6ペアリフトへの代替連絡手段として2013-2014シーズンから第7ペアリフトを新設した。第3クワッドリフトは既にスキーリフト事業から撤退している三菱重工製であり部品調達も困難な状態であるため運転再開の目処が立たなかった[6]。クワッドリフト掛け替えには6億5千万～9億円の費用が見込まれるため、片品村は1億9千5百万円で済む第7ペアリフト建設を選択した[7][8]。既にコースマップから第3クワッドリフトは消えている。
- 2015年(平成27年) - 修理不能のまま放置されている第3クワッドリフトの老朽化が進み、強風による脱索や鋼索等、落下の危険性などが生じた為、同リフトは撤去された。[9]
- 2016年(平成28年) - 11月、片品村議会において人工降雪施設整備を求める請願が採択され、今後設置に向けて調査検討される模様[10]。
- 2017年(平成29年) - 2017-2018シーズンから駐車場が全日無料となった(前シーズンまでは平日無料/土日休日等 普通車1000円だった)。
- 2021年(令和3年)
  - 8月、指定管理者の武尊山観光開発が、水上宝台樹スキー場の運営を不動産業のオープンハウスに譲渡すると発表した[11]。武尊山観光開発は経営が悪化しており、本オグナほたかスキー場の運営からも撤退する。
  - 9月、片品村議会においてオグナほたかスキー場の指定管理者を片品村振興公社とすることが決定された(指定期間は令和3年10月～令和8年3月)。
  - 10月、日本スキー場開発がオグナほたかスキー場との集客連携を行うアライアンスを結んだと発表した[12]。まずは日本スキー場開発の株主優待割引対象スキー場となる程度にとどまる模様。